# Jean-Dominique Senard
Jean-Dominique Senard (* 7. März 1953 in Neuilly-sur-Seine) ist ein französischer Manager.

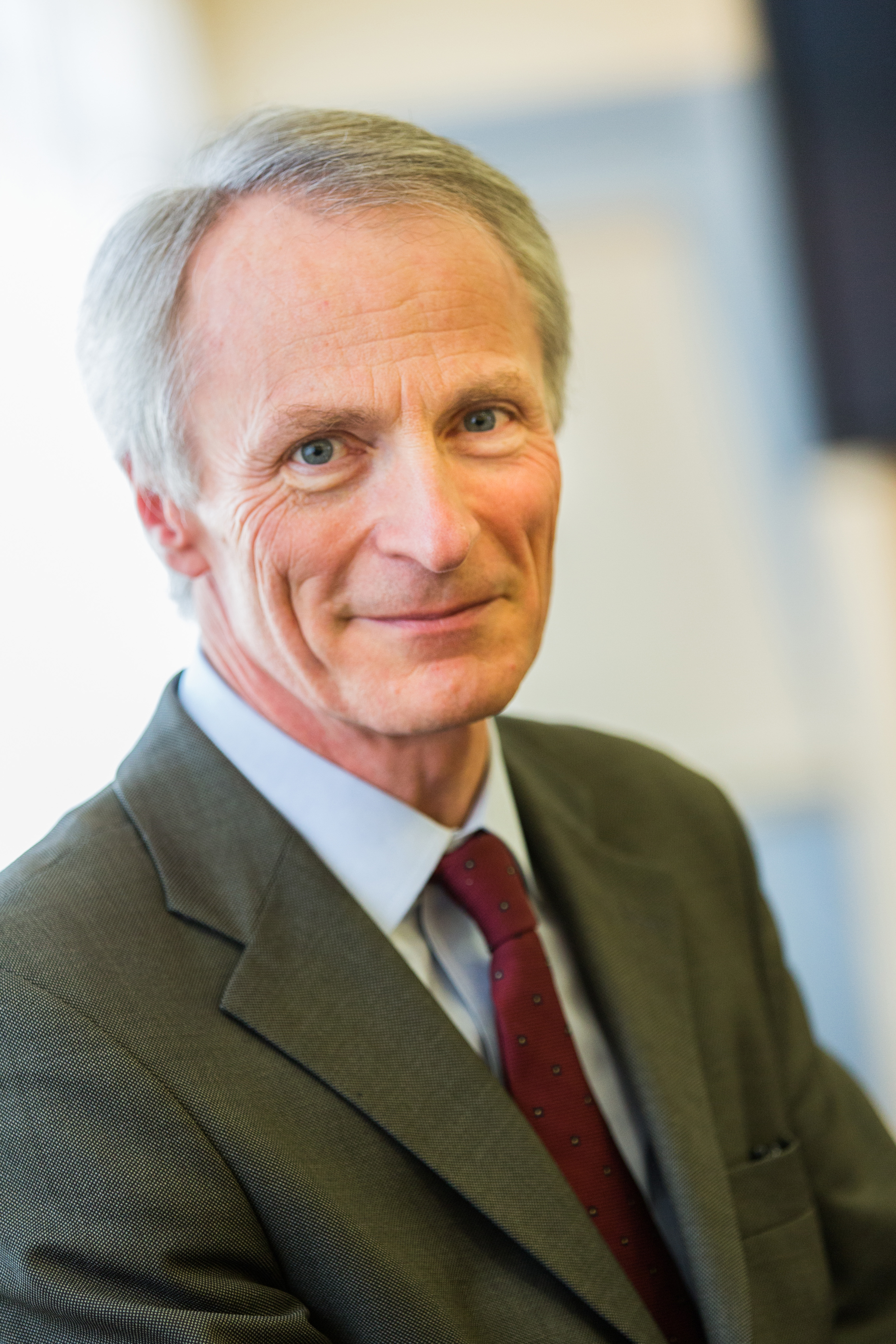
Jean-Dominique Senard

## Leben
Senard studierte Rechtswissenschaften in Paris. Danach war er ab 1979 für den französischen Mineralölkonzern Total tätig, wechselte 1987 zu Saint-Gobain und arbeitete von 1996 bis 2001 für Pechiney. Ab Mai 2012 war er Vorsitzender von Michelin. Im Unterschied zu seinen Vorgängern gehört er nicht der Familie Michelin an. 
Nach seinem Ausscheiden bei Michelin wurde Senard am 24. Januar 2019 als Nachfolger von Carlos Ghosn zum Vorsitzenden und Präsidenten des Autokonzerns Renault gewählt.